# Свети Йосиф (колеж в Бургас)
Вижте пояснителната страница за други значения на Свети Йосиф.
Френският колеж „Свети Йосиф“ е девическо католическо училище в Бургас, съществувало в края на XIX в и през първата половина на XX век.

## История
През 1891 г. в Бургас се установяват монахините от ордена Обществото на Св. Йосиф на Явлението, които откриват девическо училище.
През 1918 г., за нуждите на училището по проект на архитектите Рикардо Тоскани и Светослав Славов са изградени пансион и католическия параклис „Свети Йосиф“. Сградите са в неоготически стил, със строги пропорции на архитектурните декоративни детайли.
През 1931 г. обучението в училището достига до шести гимназиален клас. Началната степен е смесена, а прогимназията и гимназията само девически. Общо учениците са 106, като 57 от тях са с българска националност, а останалите от арменска, гръцка, френска, руска и турска. 
След затваряне на колежа през 1948 г. сестрите-йосифинки са принудени да напуснат България. Те даряват параклиса на бургаската униатска общност. Сградата на пансиона е национализирана. През годините е била болница, кожен диспансер, психодиспансер и поликлиника. Днес тя се използва от Медицински център І. През 2013-2014 г. тя е цялостното обновена като е запазена фасадата със стария си вид и орнаменти.